# جک فان ببر
جک فان ببر (انگلیسی: Jack van Bebber; ۲۷ ژوئیهٔ ۱۹۰۷ – ۱۳ آوریل ۱۹۸۶) کشتی‌گیر اهل ایالات متحده آمریکا بود.